# (474058) 2016 HL16
(474058) 2016 HL16 es un asteroide perteneciente al cinturón de asteroides, descubierto el 15 de enero de 2005 por el equipo del Spacewatch desde el Observatorio Nacional de Kitt Peak, Arizona, Estados Unidos.

## Designación y nombre
Designado provisionalmente como 2016 HL16.

## Características orbitales
2016 HL16 está situado a una distancia media del Sol de 2,322 ua, pudiendo alejarse hasta 2,688 ua y acercarse hasta 1,956 ua. Su excentricidad es 0,157 y la inclinación orbital 2,845 grados. Emplea 1292 días en completar una órbita alrededor del Sol.

## Características físicas
La magnitud absoluta de 2016 HL16 es 18,121.